# Jihad Momani
Jihad Momani est un homme politique jordanien, ancien sénateur. Il a aussi été le rédacteur en chef du journal Shihane.
Lors de la Crise internationale des caricatures de Mahomet, à la suite de la publication de trois des caricatures dans Shihane, Jihad Momani a été arrêté par la justice jordanienne.
Jihad Monani accompagnait la publication d'un éditorial posant la question : "Musulmans du monde entier, soyez raisonnables. [...] Qu'est ce qui porte plus préjudice à l'islam, ces caricatures ou bien les images d'un preneur d'otage qui égorge sa victime devant les caméras, ou encore un kamikaze qui se fait exploser au milieu d'un mariage à Amman?", faisant ainsi allusion au Triple attentat d'Amman.

## Sources
1. ↑  « Dépêche AFP-Yahoo du 05/02/2006 »(Archive.org • Wikiwix • Archive.is • Google • Que faire ?)